# Pădurea de stejar pufos de la Hoia
Pădurea de stejar pufos de la Hoia este o arie protejată (sit de importanță comunitară — SCI) din România întinsă pe o suprafață de 12 ha, integral pe uscat.

## Localizare
Situl se întinde pe teritoriul administrativ al comunei Florești din județul Cluj. Centrul sitului Pădurea de stejar pufos de la Hoia este situat la coordonatele 46°46′04″N 23°29′43″E / 46.767697°N 23.495253°E.

## Înființare
Situl Pădurea de stejar pufos de la Hoia a fost declarat sit de importanță comunitară (ROSCI0146) în decembrie 2007 pentru a proteja un număr necunoscut de specii din flora spontană și fauna sălbatică aflate în arealul zonei.

## Biodiversitate
Situată în ecoregiunea continentală, aria protejată conține 1 habitat natural: Păduri panonice cu Quercus pubescens.
La baza desemnării sitului se află un număr nedeclarat de specii protejate.
Pe lângă speciile protejate, pe teritoriul sitului au mai fost identificate 6 specii de plante.